# Nhân viên kinh doanh
Thông thường trong các cơ quan quảng cáo, tiếp thị, công nghệ thông tin và thời trang, vai trò của nhân viên kinh doanh (tiếng Anh: Account Executive) liên quan đến sự hiểu biết sâu sắc về mục tiêu và sản phẩm của khách hàng và khả năng chuyên nghiệp để đưa ra lời khuyên hiệu quả về việc tạo ra các hoạt động và chiến lược quảng bá thành công. Nhân viên kinh doanh trực tiếp làm việc với và cung cấp dịch vụ cho một hoặc nhiều đại biểu của công ty khách hàng.

## Ngành tiếp thị và quảng cáo
Trong các ngành tiếp thị và quảng cáo, nhân viên kinh doanh thường chịu trách nhiệm phục vụ khách hàng và thu hút khách hàng. Nhân viên kinh doanh đóng vai trò là người liên kết trực tiếp giữa công ty quảng cáo và khách hàng hiện tại, quản lý công việc hàng ngày và đảm bảo sự hài lòng của khách hàng. Từ "Executive" trong trường hợp này có nghĩa là "thực thi" - nghĩa là anh ấy / cô ấy chịu trách nhiệm chính cho các phần thực tế hơn của công việc quảng cáo (nghĩa là vị trí truyền thông, phân phối, đàm phán hợp đồng, v.v.). Nhân viên kinh doanh cũng được giao nhiệm vụ đưa thêm khách hàng vào đại lý để tăng doanh thu. Nhân viên kinh doanh thường sẽ có 1-2 trợ lý và báo cáo cho người giám sát / quản lý tài khoản tương ứng and/or to the client service director/account director. This depends on the country and on the account (s)he is working for.

## Tổ chức CNTT
Trong các tổ chức CNTT, một nhân viên kinh doanh là một vai trò quản lý cấp cao, chịu trách nhiệm thực hiện các hợp đồng lớn (50 triệu +). Kiểm soát lãi và lỗ là một trong những hoạt động chính, cùng với sự liên kết của khách hàng ở cấp độ cao. Thông thường, một nhân viên kinh doanh có một hoặc nhiều người quản lý tài khoản trong đội ngũ nhân viên của mình, để bao quát các tòa tháp khác nhau, một hợp đồng lớn chủ yếu được xây dựng. Người quản lý tài khoản trực tiếp hoặc gián tiếp kiểm soát chương trình và người quản lý dự án thực hiện công việc thực tế.
Đối với các hợp đồng rất lớn (1 bln +), hàng trăm người thuộc một nhóm hoạt động và bán hàng lớn hơn có thể tham gia thực hiện hợp đồng.

## Vòng đời hợp đồng
Trong một tình huống lý tưởng, vào cuối vòng đời hợp đồng, nhân viên kinh doanh và một phần nhân viên sẽ tham gia vào các cuộc đàm phán hợp đồng mới. Điều này có thể cho cùng một tài khoản hoặc cho một khách hàng mới. Sau khi hợp đồng được ký kết, nhân viên kinh doanh và nhân viên sẽ được trực tiếp tăng tốc.

## Nhiệm vụ và trách nhiệm
Nhân viên kinh doanh có nhiều nhiệm vụ và trách nhiệm khác nhau mà họ phải thực hiện, chẳng hạn như liên lạc hàng ngày thông qua một phương thức liên lạc có thể bao gồm email và các cuộc gọi điện thoại. Vai trò công việc này bao gồm nhiều trách nhiệm khác nhau như:
- Chịu trách nhiệm quản lý tài khoản hiện có và liên lạc với khách hàng và giải quyết xung đột
- Khám phá nhu cầu kinh doanh của khách hàng và đề xuất các giải pháp phù hợp
- Theo dõi và phối hợp tất cả các hoạt động xảy ra cho từng tài khoản
- Chuẩn bị báo cáo khách hàng thường xuyên và tham dự các cuộc họp của khách hàng
- Phân tích xu hướng và dự đoán tiếp thị và nghiên cứu các điều kiện thị trường để phát triển mục tiêu bán hàng và chiến lược tiếp thị
- Phát triển kế hoạch nhắm đến khách hàng mới
- Phát triển chiến lược tài khoản của công ty, chiến lược tiếp thị và các kênh truyền thông quảng cáo để giới thiệu và quảng bá sản phẩm và dịch vụ tới các thị trường tiềm năng
- Giữ chân khách hàng hiện tại [3]
- Đàm phán và chốt hợp đồng, duy trì mối quan hệ khách hàng tuyệt vời và liên tục xây dựng đường ống cơ hội
- Đánh giá các khía cạnh tài chính của phát triển kinh doanh

### Làm việc với khách hàng
Đề cập ở trên là một vài nhiệm vụ và trách nhiệm trong việc trở thành nhân viên kinh doanh. Một trách nhiệm lớn sẽ là giúp tạo ra một chiến dịch thành công cho khách hàng vì lĩnh vực tiếp thị có thể cần một số trợ giúp thêm. Vai trò sẽ đóng vai trò là mối liên kết quan trọng giữa công ty quảng cáo và khách hàng. they will have a routine and have required tasks that they have to complete for the clients. For example:
- Account planners – Làm việc với các nhà hoạch định tài khoản để phân tích tóm tắt về khách hàng và ngân sách đã chọn
- Các cuộc họp - Có các cuộc họp thường xuyên để thảo luận về nhu cầu quảng cáo và các yêu cầu của họ
- Thời hạn - Đồng ý với thời hạn cho các nhiệm vụ cụ thể với khách hàng
- Quản lý - phải quản lý tài khoản và lập hóa đơn khác nhau cho khách hàng

Các cơ sở của vai trò này là để có thể hiểu những gì nhiệm vụ khách hàng đã đặt ra. Từ đó, họ sẽ phải tổ chức đội ngũ nhân viên hành chính và sáng tạo của cơ quan để yêu cầu khách hàng hoàn thành tiêu chuẩn.

## Kỹ năng cần thiết
Làm việc trong lĩnh vực này với tư cách là nhân viên kinh doanh, có nhiều kỹ năng mà họ phải thực hiện nhiều nhiệm vụ điều hành tài khoản, trong đó họ phải có khả năng thể hiện nhiều kỹ năng khác nhau trong các lĩnh vực khác nhau. Các kỹ năng được yêu cầu bao gồm những điều sau đây:
- Kỹ năng giao tiếp và động lực tuyệt vời
- Có khả năng ưu tiên các nhiệm vụ cũng như đa nhiệm
- Có hiểu biết tốt về quy trình kinh doanh
- Được tổ chức
- Nhận nhiệm vụ một cách độc lập
- Làm việc tốt trong một nhóm

Những kỹ năng này là một yêu cầu khi ứng tuyển vào vị trí nhân viên kinh doanh. Ví dụ, kỹ năng giao tiếp tốt là cần thiết bởi vì nhân viên sẽ cần phải tự tin khi giải quyết với nhiều khách hàng. Kỹ năng tạo động lực là cần thiết vì họ cần thúc đẩy nhân viên cấp dưới và đại diện cho công ty hiệu quả với công chúng và khách hàng.
Trong bất kỳ công ty nào khi làm nhân viên kinh doanh, mỗi cơ quan sẽ mong đợi và tìm kiếm các bộ kỹ năng khác nhau từ các nhân viên. Điều quan trọng là họ có những kỹ năng này và đã phát triển các kỹ năng. Chúng bao gồm:
- Có một con mắt sắc sảo để biết chi tiết và hiểu biết về các hạn chế ngân sách
- Sự tự tin vào bản thân và tạo niềm tin cho khách hàng trong công việc
- Có khả năng sử dụng các nền tảng kỹ thuật số để tạo ra các quy trình với công nghệ
- Có thể làm việc dưới áp lực mà không bị quá tải

Khi một nhân viên đã phát triển các kỹ năng này hoặc nâng cao kỹ năng của họ và tạo dựng uy tín đáng tin cậy với công ty và các nhân viên khác, họ có thể tiếp tục và yêu cầu một vị trí cao hơn như Giám đốc Tài khoản (Account Director).